# Amári (aldeia)
Amári (ou Nevs Amári; Nevs provêm do turco e significa belo, sendo o nome da aldeia literalmente Belo Amári; em grego: Αμάρι) é uma aldeia cretense da unidade regional de Retimno, no município de Amári, na unidade municipal de Sivrítos. Localiza-se no vale de mesmo nome no sopé do monte Samitos. Segundo o censo de 2011, têm 143 habitantes.
A vila conta com grande número de edifícios venezianos e neoclássicos, assim como igrejas bizantinas e um museu. Na entrada da vila está localizada a igreja de Santa Ana (em grego: Αγία Άννα; romaniz.: Agía Anna), enquanto que nas proximidades encontra-se a abandonada basílica de Kera Panágia. Santa Ana, datada de 1196, foi considerada a igreja mais antiga de Creta. É decorada por arcos cegos em sua parede norte e afrescos (datados de 1225) representando os santos Tito, André, Basílio (ou João Crisóstomo) e Cristo (Deesis); sua capela está em ruínas. Kera Panagia (em grego: Κερά Παναγιά), erigida no século XIII, é composta por três corredores. Na nave sul é decorada com o brasão da família Calérges, possivelmente esculpido no século XIV.